# Clemens Basdorf
Clemens Basdorf (* 11. Juli 1949) ist ein deutscher Jurist und ehemaliger Richter am Bundesgerichtshof.

## Leben
Basdorf begann 1976 seine Laufbahn in der Justiz des Landes Berlin. Nach der Probezeit wurde er 1979 Richter am Landgericht Berlin. 1980/1981 erfolgte zunächst eine kurze Abordnung als wissenschaftlicher Mitarbeiter zum Generalbundesanwalt beim Bundesgerichtshof, um dann bis 1984 als wissenschaftlicher Mitarbeiter an das Bundesverfassungsgericht abgeordnet zu werden. Hiernach wurde er in die Abteilung für Revisionsstrafsachen des Generalbundesanwalts abgeordnet. 1988 kehrte er nach Berlin zurück und wurde zum Vorsitzenden Richter am Landgericht Berlin ernannt. 
1990 wurde Clemens Basdorf Richter am Bundesgerichtshof und gehörte dort seither dem 5. Strafsenat des Bundesgerichtshofs in Leipzig an, der zuständig ist für Revisionen in Strafsachen aus den Bezirken des Kammergerichts (Berlin), des Hanseatischen Oberlandesgerichtes (Hamburg), der Oberlandesgerichte Brandenburg, Braunschweig, Bremen und Dresden. Er war außerdem seit 1996 Mitglied des Senats für Anwaltssachen und des Großen Senats für Strafsachen. Seit August 2006 war er Vorsitzender des 5. Strafsenats und der Senate für Wirtschaftsprüfersachen und für Steuerberater- und Steuerbevollmächtigtensachen. Er folgte damit als Vorsitzender Richter Monika Harms, die zur Generalbundesanwältin ernannt worden war.
Bekannte Strafverfahren vor dem Bundesgerichtshof, an denen Basdorf beteiligt war, waren unter anderem das Strafverfahren gegen Robert Hoyzer 2006 wegen des Fußball-Wettskandals oder das Verfahren wegen der Ermordung von Hatun Sürücü 2007.
Mit Erreichen der Altersgrenze trat Basdorf zum 1. November 2014 in den Ruhestand.